# De Putting (Kessel)
De Putting was een kasteel ten noorden van het Nederlandse dorp Kessel, provincie Limburg. Het voormalige kasteelterrein is een rijksmonument.

## Geschiedenis
De oudste vermelding dateert uit 1406. In dat jaar werd Otto van Holtmeulen met het huis Puteyck beleend door de hertog van Gelre, in opdracht van de vorige eigenaar van het huis, Dries van den Husen. Dries behield overigens het recht om tot zijn dood op het huis te blijven wonen. Otto liet het huis na aan zijn zoon Godert, die in 1445 voor het eerst in de leenboeken voorkomt als eigenaar van Puteyck.
Aan het leen waren diverse rechten verbonden. Zo had de eigenaar toegang tot de ridderschap van het Overkwartier van Gelre, mocht hij een molen aan de Tasbeek exploiteren, en bezat hij jachtrechten in de heerlijkheid Kessel.
In 1525 had Otto van Holtmeulen een schuld van 1500 gulden, waardoor hij De Putting overdeed aan zijn kleinzoon Steven van Herteveld. In 1528 overleed Otto, waarna zijn dochter Margriet met de Putting werd beleend. Haar zoon Steven erfde in 1538 De Putting, maar verkocht het huis tien jaar later aan Johan van Holtmeulen. In 1591 overleed Johan, waarna zijn zoon Engelbert met De Putting werd beleend.
In 1627 kwam er een einde aan de familie Van Holtmeulen als eigenaar van De Putting. Engelbert van Holtmeulen overleed in dat jaar en liet het huis na aan zijn neef Engelbert van Brempt. Via diens zoon Willem Engelbert van Brempt kwam de Putting uiteindelijk terecht bij zijn nicht Agnes van Erp.
De familie Von Hundt zum Busch kwam in 1637 in beeld dankzij het huwelijk van Agnes met Werner Ulrich Wilhelm. Hun achterkleindochter Anna Elisabeth Louise Von Hundt zum Busch werd in 1744 geschaakt door Joachim Reinhold von Glasenap, een militair in Pruisische dienst, waarna in 1747 een huwelijk tussen beiden plaatsvond. Joachim leidde echter een duur bestaan, met grote feesten en een privélegertje, en raakte steeds dieper in de schulden. Het stel was daardoor genoodzaakt om in 1749 De Putting te verkopen. Via Johannes Joseph van Wessem, de raad van het Hof van Venlo, kwam De Putting in 1750 terecht bij Albert Ferdinand de Bierens en in 1774 bij zijn familielid Wilhelm. In 1787 erfde Hendrik Willem baron van Erp het kasteel.
Hendrik Willem trouwde in 1797 met Helena Gertruidis barones van Voorst tot Voorst. Zij erfde De Putting toen haar echtgenoot overleed en ze liet in 1846 het kasteel afbreken. Met het vrijgekomen bouwmateriaal liet zij een boerderij bouwen, even naast de oorspronkelijke kasteellocatie. De familie Van Erp verkocht de boerderij in 1923.

## Beschrijving
Tot de 17e eeuw zal De Putting waarschijnlijk niet meer dan een boerderij zijn geweest. De familie Van Holtmeulen bewoonde de hoeve zelf niet en liet het beheer over aan een rentmeester, die de hoeve vervolgens weer verpachtte. Waarschijnlijk werd De Putting pas in de 17e eeuw daadwerkelijk door de eigenaren bewoond, gezien de uitbreidingen die toen hebben plaatsgevonden.
Uit een afbeelding uit 1738 en de kadastrale kaart uit begin 19e eeuw kan worden afgeleid dat De Putting op dat moment een omgracht, u-vormig gebouw was rondom een binnenplaats. De open zijde bevond zich aan de oostkant, terwijl de ophaalbrug naar de ingang zich bevond aan de westzijde van het kasteel. De hoofdvleugel lag aan de zuidzijde en was waarschijnlijk nog een restant van de oorspronkelijke hoeve. Deze vleugel was slechts één bouwlaag hoog en werd afgedekt door een hoog zadeldak. Aan de westzijde was een topgevel aangebracht met arkeltorentjes.
In de westvleugel was de toegangspoort tot het kasteel. Gezien de sluitsteen uit 1652 – waarin het alliantiewapen van Von Hundt zum Busch en Van Erp is aangebracht – zal deze vleugel in de 17e eeuw zijn gebouwd. Op de hoek van de west- en noordvleugel bevond zich een vierkante toren van twee bouwlagen, voorzien van sierschietgaten. Zowel de toren als de noordelijke vleugel zullen eveneens in de 17e eeuw zijn gebouwd.
De tuin die aan de zuidkant van het kasteel lag, was omgracht. Alle grachten werden gevoed vanuit de oostelijker gelegen Tasbeek.
De sluitsteen uit 1652 is bewaard gebleven in de gevel van de huidige boerderij De Putting. De fundamenten van het kasteel bevinden zich nog in de ondergrond.
Aerwinkel · Kasteel Afferden · Aldt Huys · Aldenborgh · Kasteel Aldenghoor · Aldenhoven · Alte Burg · Kasteel Amstenrade · Slot Annendael · Kasteel Arcen · Baersdonck · Bakvliet · Baronsberg · Baxhof · Beegden ·  Benzenrade · Kasteel De Berckt · Kasteel Bethlehem · Beusdaelshof · Binsfeld · Huis Blankenberg · Kasteel Bleijenbeek · Blitterswijck · Boerlo · Bolberg · Bollenberg · Kasteel De Bongard · Borggraaf · Kasteel d'Erp · Kasteel Borggraaf · Kasteel Borgharen · Kasteel Born · Huis Bree · Breust · Kasteel Broekhuizen · Broekhuizen · Gracht Burggraaf · Kasteel De Burght · Kasteel Cartils · Cloppenburg (Oost-Maarland) · Kasteel Cortenbach · Huis De Dael · Dammerscheid · Kasteel De Bockenhof · De Donck (Sevenum) · De Donck (Swolgen) · De Dorth ·  Huis ten Dijcken · Kasteel Doenrade · De Doom · Douve · Douvenrade · De Dries · Kasteel Erenstein · Kasteel Eijsden · Eijsden · Einrade · Kasteel Elsloo · Ensenbroek · Eperhuis · Etzenraderhuuske · Exaten · Kasteel Eijckholt · Kasteel Eyckholt · Eys · Gastendonck · Kasteel Genbroek · Gebroken Slot · Kasteel Geijsteren · Kasteel Op Genhoes · Kasteel Genhoes · Genneperhuis · Kasteel Het Geudje · Kasteel Geulle · Kasteel Geusselt · Geijsteren · Gen Heck · Ghoor · Kasteel Goedenraad · Kasteel Grasbroek · Kasteel Groenendaal · Groethof · Groot Paarlo · Kasteel van Gronsveld · De Gun ·Kasteel Haeren · Kasteel Den Halder · Heerlaer · Heeze · Heijen · 's-Herenanstel · Kasteel Hillenraad · Kasteel Hoensbroek · Hoenshuis · Holstrate · Holtmühle · Huize Holtum · Kasteel Horn · De Horst · Huys ter Horst · Ten Hove (Grathem) · Ten Hove (Panningen) · Huis Brias · Huis Darth ·  Kasteel Hurpesch · Kasteel Sint-Jansgeleen · Kasteel Jerusalem · Kasteel Kaldenbroek · Den Kamp · Kasteel Karsveld · Kasteel Keverberg · Klein Paarlo · Klimmender Huuske · De Kolck · Koppelberg · Laar · Landsfort · Kasteel Lemiers · Kasteelruïne Lichtenberg · Kasteel Limbricht · Lonesteyn · Huize Lovendael · Mazenburg · Kasteel van Meerlo · Kasteel Meerssenhoven · Meezenbroek · Kasteel van Mheer · Middelaar · Kasteel Millen · Kasteel Montfort · Movert · Mulrode · De Munt · Château Neercanne · Kasteel Neubourg · Nienghoor · Huis Nierhoven · Kasteel Nieuwenbroeck · Nije Huys · Kasteel Nijenborgh · Kasteel Nijswiller · Nijthuysen · Kasteel Obbicht · Oedenrade · Kasteel Ooijen · Kasteel Oost (Valkenburg) · Kasteel Oost (Oost-Maarland) · Kasteel Ouborg · Overen · Kasteel Passarts-Nieuwenhagen · Prickenis · Prinsenhof · Puth · De Putting · Raath · De Raay · Ravenhof · Kasteel Reijmersbeek · Kasteel van Rijckholt · Kasteel Rivieren · Rodenbroek · Rosendaal · Kasteel Schaesberg · Kasteel Schaloen · Te Scharen · Schenkenburg · Kasteel Scheres · De Spijker (Geijsteren) · De Spijker (Leeuwen) · Huis Severen · Sibberhuuske · Château St. Gerlach · Spraland · Huis De Spyker · Huize Stalberg · Stalberg (Wellerlooi) · De Steeg · Kasteel Stein · Steinhagen · Steenen Huis · Stoel van Swentibold · Strijthagen (Landgraaf) · Strijthagen (Welten) · Struyver · Kasteel Terborgh · Terlinden (Wijnandsrade) · Terveurdt · Ter Weyer · Kasteel Ter Worm · De Tombe · Huis De Torentjes · Triest · Trippaert · Kasteel Vaalsbroek · Kasteel Vaeshartelt · Valkenburg · Vliek · De Vroenhof · Vrijburg · Kasteel Wambach · Warenberg · Well · Weyershof ·  Wijlre · Kasteel Wijnandsrade · Wijnandsrade · Wijnantshof · Wissegracht · Huize Witham · Kasteel Wittem · Wolfrath · Wylre